# Mirocin Górny
Mirocin Górny (Duits: Ober Herzogswaldau) is een plaats in het Poolse district  Nowosolski, woiwodschap Lubusz. De plaats maakt deel uit van de gemeente Kożuchów en telt 633 inwoners.